# Lille Bogdag
Lille Bogdag er en litteraturfestival for mikroforlag. Den blev første gang holdt i 2015 og finder sted i en weekend hvert forår i København, hvor den har til huse på Johan Borups Højskole.
Arrangørerne bag festivalen er en gruppe frivillige litteraturaktivister og -entreprenører. I 2019 blev dagen støttet med 60.000 kr. af Aage og Johanne Louis-Hansens Fond, og i 2022 fik de 100.000 kr. af Statens Kunstfond.
Der er fri entré for publikum, og kun de såkaldte mikroforlag og tidsskrifter kan udstille. I 2023 var der 50 udstillere. Mikroforlag defineres af festivalen efter nedenstående kriterier.
- Forlaget skal udgive dansk skønlitteratur (må dog gerne være oversat).
- Forlaget skal have udgivet mindst 3 bøger.
- Forlaget skal udgive andre forfattere end sig selv.
- Forlaget må ikke være ejet af en koncern.
- Derudover vælges der ud fra kvalitet, aktivitet, herlighed, og at der skal være spredning i forlagenes profiler.[3]

## Asger Schnack Prisen
Siden 2019 har festivalen uddelt Asger Schnack Prisen, der er opkaldt efter forfatter, redaktør og forlægger Asger Schnack, som i over 50 år har udgivet litteratur. Prisen ”gives til en dansk aktør, som på en generøs, begejstret og talentfuld måde arbejder for litteraturen og de små, uafhængige danske forlag.”
Modtagere af Asger Schnack Prisen kan være såvel forlag som personer, der vurderes at have gjort en indsats for litteraturen og de små, uafhængige forlag. Prisen kan således bl.a. gives til danske forfattere, oversættere, grafikere boghandlere, festivaler, arrangører, formidlere, forskere, anmeldere, og medier.

### Vindere
- 2020: Møllegades Boghandel[5]
- 2021: Lars Bukdahl
- 2022: Forlaget Korridor
- 2023: Shëkufe Tadayoni Heiberg
- 2024: OVO press